# Clypeolontha siamensis
Clypeolontha siamensis är en skalbaggsart som beskrevs av Li och Yang 1999. Clypeolontha siamensis ingår i släktet Clypeolontha och familjen Melolonthidae. Inga underarter finns listade i Catalogue of Life.